# Komplexe posttraumatische Belastungsstörung
Als komplexe posttraumatische Belastungsstörung (komplexe PTBS, K-PTBS) wird ein psychisches Krankheitsbild bezeichnet, das sich infolge schwerer sowie anhaltender und/oder wiederholter Traumatisierungen (Misshandlungen, sexueller Kindesmissbrauch, Kriegserfahrungen, Folter, Naturkatastrophen, existenzbedrohende Lebensereignisse, physische oder emotionale Vernachlässigung in der Kindheit, destruktive Beziehungen als Erwachsener u. ä.) entwickeln kann.
Der traumatisierten Person fehlen adäquate Bewältigungskompetenzen. Die Störung kann sowohl direkt im Anschluss an die Traumata als auch mit erheblicher zeitlicher Verzögerung (Monate bis Jahrzehnte) in Erscheinung treten.
Im Unterschied zur klassischen Posttraumatischen Belastungsstörung (PTBS) ist die komplexe PTBS nicht durch ein Einzelereignis verursacht, sondern durch ein breites Spektrum kognitiver, affektiver und psychosozialer Beeinträchtigungen gekennzeichnet, die meist über einen längeren Zeitraum bestehen bleiben. Der Begriff komplexe PTBS (engl. Complex PTSD, C-PTSD) wurde für dieses Krankheitsbild erst 1992 durch die amerikanische Psychiaterin Judith Herman eingeführt.
Im Diagnostikkatalog ICD-11, der 2022 in Kraft trat, wird die komplexe posttraumatische Belastungsstörung erstmals als eigenständige Diagnose definiert. Neben den Hauptsymptomen der klassischen PTBS leiden die Betroffenen der komplexen PTBS zusätzlich unter Affektregulationsstörungen, negativer Selbstwahrnehmung und Beziehungsstörungen.

## Begriffsgeschichte
Die US-amerikanische Psychiaterin Judith Herman hat bereits Ende der 70er Jahre darauf hingewiesen, dass es neben der „einfachen“ PTBS (Wiedererleben, Vermeidung, Übererregung) eine „Extremstress-Störung“ gibt, deren Ursache eine langjährige Traumatisierung ist. 1992 gab sie der vorher DESNOS (Disorder of Extreme Stress Not Otherwise Specified) genannten Störung den Namen „Complex PTSD“, also komplexe PTBS.
Diese Entwicklung zur „komplexen PTBS“ wurde maßgeblich durch den Druck der männlichen amerikanischen Vietnamveteranen ausgelöst, die damals eine Erklärung für ihre Symptome und eine geeignete Therapie für das Post Vietnam Syndrome (PVS) einforderten. Die diagnostischen Kriterien der PTBS konzentrierten sich damals nur auf Symptome, die bei diesen Vietnamveteranen beobachtet worden waren. Für die Beschreibung der Störungsbilder, die bei Jugendlichen und Erwachsenen beobachtet wurden, die in ihrer Kindheit sexualisierte Gewalt (Kindesmissbrauch) erlitten hatten, waren sie jedoch ungeeignet.
Basierend auf den von der DSM-Arbeitsgruppe der APA initiierten Felduntersuchungen ließ sich ein komplexeres Krankheitsbild identifizieren, das im Gefolge besonders schwerer oder wiederholten bzw. langanhaltenden Traumatisierungen wie psychischer, körperlicher oder sexueller Gewalterfahrungen, aber auch bei Kriegs- und Foltererfahrungen oder Entführungen entsteht und als „Störung durch Extrembelastung, nicht anderweitig bezeichnet“ (DESNOS, Anhang DSM IV) begrifflich gefasst wurde. Ein sehr ähnliches Krankheitsbild wird in der ICD-Diagnose F62.0 „Andauernde Persönlichkeitsänderung nach Extrembelastung“ beschrieben. Nach den klinischen Beschreibungen und diagnostischen Leitlinien der ICD-10 „sollen“ die „späten chronischen Folgeerscheinungen von verheerenden Belastungen, d. h. die, die sich erst Jahrzehnte nach der belastenden Erfahrung entwickeln, […] unter F62.0“ (übersetzt aus dem Englischen) klassifiziert werden.

## Symptome
Im Rahmen einer komplexen Posttraumatischen Belastungsstörung können im Verlauf der Erkrankung eine Vielzahl von Symptomen auftreten. Legt man die diagnostischen Kriterien zugrunde, mit denen die sehr ähnliche DESNOS beschrieben wurde, lassen sich die Symptome aber sechs übergeordneten Bereichen zuordnen:
1. Veränderungen in der Regulation von Affekten und Impulsen (Affektregulation, Umgang mit Ärger, autodestruktives Verhalten, Suizidalität, Störungen der Sexualität, exzessives Risikoverhalten)
2. Veränderungen in Aufmerksamkeit und Bewusstsein (Amnesien, zeitlich begrenzte dissoziative Episoden und Depersonalisationserleben)
3. Veränderungen der Selbstwahrnehmung (Ineffektivität, Stigmatisierung, Schuldgefühle, Schamhaftigkeit, Isolation und Bagatellisierung, Verlust des Selbstwertgefühls)
4. Veränderungen in Beziehungen zu anderen (Unfähigkeit anderen Personen zu vertrauen, Reviktimisierung, Viktimisierung anderer Personen)
5. Somatisierung (Gastrointestinale Symptome, chronische Schmerzen, kardiopulmonale Symptome, Konversionssymptome, sexuelle Symptome)
6. Veränderungen von Lebenseinstellungen (Verzweiflung und Hoffnungslosigkeit, Verlust früherer stützender Grundüberzeugungen)

Für die Diagnose nach ICD-10 ist es erforderlich, dass mindestens zwei der folgenden Persönlichkeitsänderungen beschrieben werden:
- feindliche oder misstrauische Haltung
- sozialer Rückzug
- andauerndes Gefühl von Leere und Hoffnungslosigkeit (das ggf. mit einer gesteigerten Abhängigkeit von anderen, der Unfähigkeit, negative oder aggressive Gefühle zu äußern, oder anhaltenden depressiven Symptomen einhergehen kann)
- andauerndes Gefühl von Nervosität oder von Bedrohung ohne äußere Ursache (das ggf. zu Gereiztheit oder Substanzmissbrauch führen kann)
- andauerndes Gefühl der Entfremdung (anders als die anderen zu sein), ggf. verbunden mit dem Gefühl emotionaler Betäubung.

Die beschriebene Symptomatik darf vor dem traumatischen Ereignis nicht vorhanden gewesen sein und nicht durch eine andere psychische Störung (z. B. Depression) bedingt sein. Die beschriebene Persönlichkeitsänderung muss seit mindestens zwei Jahren bestehen. Im Falle einer vorangegangenen Posttraumatischen Belastungsstörung (PTBS) sollte eine anhaltende Persönlichkeitsänderung nur angenommen werden, wenn die PTBS vorher mindestens zwei Jahre lang erfüllt war (das heißt, die Diagnose erfordert hier mindestens zwei Jahre PTBS plus mindestens zwei Jahre Persönlichkeitsänderung).

## Diagnose
Die Diagnose erfolgt anhand der Kriterien im ICD-10 beziehungsweise DSM-5. Unterstützend werden spezifische Fragebögen und Interviews eingesetzt, wie das Interview zur komplexen Posttraumatischen Belastungsstörung (IK-PTBS), das Screening zur komplexen Posttraumatischen Belastungsstörung (SkPTBS) und der Child Trauma Questionnaire (CTQ), mit dem der erwachsene Proband Auskunft über Misshandlung während seiner Kindheit gibt. Der CTQ besteht aus fünf Unterskalen: emotionale Misshandlung, körperliche Misshandlung, sexueller Missbrauch, emotionale Vernachlässigung, körperliche Vernachlässigung, die jeweils aus fünf Items bestehen und einer zusätzlichen Bagatellisierungsskala, die aus drei Items besteht.

## Häufigkeit
Unter anderem wegen der nicht abschließend geklärten Überschneidungen mit anderen psychischen Krankheitsbildern existieren nur wenige Erkenntnisse über die Prävalenz der komplexen PTBS. Die Lebenszeitwahrscheinlichkeit einer „einfachen“ PTBS liegt in der deutschen Allgemeinbevölkerung nach derzeitigem Erkenntnisstand zwischen 2 und 7 %; amerikanische Studien sprechen von 5 bis 10 %. Für etwa zwei Drittel dieser Personen besteht das Risiko einer Chronifizierung.
Unter den schwer traumatisierten Personen finden sich in den westlichen Industriestaaten etwa doppelt so viele Frauen wie Männer, was sich in dem deutlich höheren Anteil von jungen Mädchen und Frauen unter den Opfern sexuellen Missbrauchs gründen könnte.

## Verlauf
Die Komplexität und Individualität des Krankheitsbildes spiegelt sich vor allem in dem sehr variablen Verlauf und den unterschiedlichen Ausprägungen wider. Häufig zeigen sich die Auswirkungen der Traumata lange Zeit gar nicht oder nur mit einzelnen Symptomen. Bei den leichteren Formen dieses Krankheitsbildes gelingt es den Betroffenen daher oft über lange Zeit, sich damit zu arrangieren – sofern sie über psychische und soziale Ressourcen zur Bewältigung und Kompensation (sog. protektive Faktoren) verfügen.
Insgesamt besteht jedoch eine hohe Chronifizierungsneigung. Nach den Ergebnissen des US-amerikanischen „National Comorbidity Survey“ kam es nur bei ungefähr einem Drittel der in der Studie erfassten PTBS-Fälle bereits nach einem Jahr zu einem deutlichen Symptomrückgang, bei den anderen zwei Dritteln konnten hingegen auch noch nach zehn Jahren Symptome auftreten. Spätfolgen eines Traumas können in neuen Lebensabschnitten, wie nach der Geburt eines Kindes oder einer Scheidung erstmals in Erscheinung treten. Außerdem lagen bei ca. 80 % der Fälle Begleitstörungen vor, welche die psychische Belastung erhöhten.
Aufgrund der Heterogenität des Störungsbildes werden bei den Betroffenen oftmals abweichende Diagnosen gestellt, die sich lediglich an Einzelsymptomen, beispielsweise Angststörungen oder Depressionen orientieren. Wie aus einer Studie mit Psychiatriepatienten hervorging, erfüllte ein größerer Teil von ihnen die Kriterien für eine PTBS, als die aufnehmenden Ärzte ursprünglich erkannt hatten. Traumapatienten können durch das Übersehen ihrer komplexen Problemlage daher im Lauf der Zeit auch mehrere verschiedene Diagnosen erhalten.
Unbehandelte oder falsch behandelte Traumaschäden verschwinden jedoch nicht von selbst. Sie bleiben grundsätzlich bestehen, auch wenn sich die Symptome verändern oder teilweise kompensiert werden können.
Ein weiterer, die Problematik verstärkender Faktor resultiert aus den ungünstigen Lebenssituationen, die für die Betroffenen durch ihre psychischen Probleme entstehen. Da das Verhalten der Betroffenen häufig ablehnende Reaktionen anderer Menschen auslöst, sind die sozialen Beziehungen (z. B. die Beziehungen mit ihren eigenen Kindern) und das Berufsleben nicht selten beeinträchtigt, was ihre psychischen Probleme wie in einem Teufelskreis verstärken und zu nachhaltigen sozialen und beruflichen Problemen führen kann. Gerade bei Kindern, die Opfer von Misshandlungen oder Missbrauch wurden, kann auch die schulische Entwicklung in hohem Maße gefährdet sein.
Es existieren verschiedene integrative psychotherapeutische Ansätze zur spezifischen Behandlung von komplexen PTBS.

## Zusammenhänge mit anderen Krankheitsbildern
Die Symptome der komplexen PTBS zeigen große Überschneidungen mit anderen Krankheitsbildern (siehe Komorbidität) – insbesondere der Borderline-Persönlichkeitsstörung und dissoziativen Störungen –, weswegen schon früh die Frage aufgeworfen wurde, ob diesen Krankheitsbildern nicht überwiegend eine komplexe PTBS zugrunde liegen könnte. Die bislang vorliegenden empirischen Befunde sind in dieser Hinsicht jedoch nicht eindeutig: Dissoziative Störungen sind in den allermeisten Fällen auf Traumata zurückführbar (sie können geradezu als „normaler“ Bewältigungs- bzw. Schutzmodus angesehen werden). Dazu kommt jedoch, dass bei allen schweren Fällen von Borderline-Störungen auch besonders ausgeprägte dissoziative Symptome vorhanden sind. Die auch immer vorhandenen Triggererlebnisse sind ebenfalls nur durch Traumatisierungen erklärbar. Der allgemeine Konsens unter den meisten Psychologen ist, dass sich im Falle der Borderline-Störung trotz einiger dahingehender Bemühungen von Seiten der Traumaforschung bislang kein derartig enger und eindeutiger Zusammenhang mit einer früheren Traumatisierung nachweisen ließ. Einige Traumaforscher (u. a. Judith Herman, Michaela Huber) behaupten allerdings explizit das Gegenteil. Von ihnen wird gesagt, der eindeutige Zusammenhang zwischen einer Traumatisierung und dem Auftreten einer Borderline-Störung sei schon mehrfach nachgewiesen. Nicht alle Betroffenen könnten sich an die ursächlichen Traumata erinnern, weil die schwersten Traumatisierungen oft in der frühen Kindheit vorkommen (in den ersten beiden Lebensjahren besteht die größte Empfindlichkeit für Traumatisierungen), und zudem bei solchen Ereignissen ein völliger oder teilweiser Ausfall der Erinnerungsabspeicherung (die sog. infantile Amnesie reicht oft bis weit über das zweite Lebensjahr hinaus) besteht.
Zu beachten ist allerdings, dass trotz der deutlichen Überschneidung hinsichtlich der Symptomatik und der oft schwierigen Differentialdiagnostik zwischen Borderline-Störungen und komplexer PTBS das Symptomspektrum bei idealtypischer Ausprägung erhebliche Unterschiede aufweist (insbesondere in den Bereichen Sozialverhalten, Emotionalität, Angst vor Zurückweisung, Selbstschädigung – lt. DSM-5 ist die Borderline-Störung durch… „ein tiefgreifendes Muster von Instabilität in zwischenmenschlichen Beziehungen, im Selbstbild und in den Affekten sowie von deutlicher Impulsivität“ gekennzeichnet, das bei der komplexen PTBS fehlen kann, vgl. → Diagnosekriterien der komplexen PTBS und Borderline-Persönlichkeitsstörung nach ICD-10 und DSM-5), weshalb die meisten Psychiater die Unterscheidung zwischen den beiden Störungsbildern für sinnvoll halten. Die mit der komplexen PTBS im Zusammenhang stehenden und auch bei der Mehrzahl der Borderline-Störungen zu findenden Formen der Traumatisierungen stellen ein massives Risiko für die weitere psychosoziale Entwicklung dar – unabhängig davon, welche Störungen in ihrem Gefolge entstehen.